# Герлева
Герлева (известна также как Эрлева, Эрелева, Арлетта или Арлотта Фалезская; фр. Herleva, Erlève, Herlève, Arlette, Herlotte de Falaise; примерно 1003 — примерно 1050) — виконтесса де Контевилль, мать герцога Нормандии и короля Англии Вильгельма I Завоевателя.

## Биография
Исторические источники XI века ничего не сообщают о происхождении Герлевы. Нормандские хронисты ограничиваются сообщением о том, что родители Вильгельма Завоевателя после рождения сына вступили в законный брак. Более поздние источники утверждают, что Герлева была дочерью зажиточного жителя Фалеза по имени Фульберт и его жены Доды. Род занятий Фульберта не вполне ясен: чаще всего его называют кожевником, но некоторые исследователи предполагают, что Фульберт мог быть скорее представителем зажиточных кругов, чем ремесленником.
Примерно в 1026 году Герлева стала конкубиной графа Иемуа Роберта Дьявола, который в это самое время обосновался в Фалезе. В 1027 году, после смерти старшего брата, Роберт стал герцогом Нормандии. Тогда же или годом позже Герлева родила сына Вильгельма, который до 1034 года, вероятно, жил с ней в Фалезе, пока отец не объявил его своим наследником перед тем, как уехать в паломничество.
В 1030-х годах Герлева стала женой виконта Эрлуэна де Контевиля. Дата и обстоятельства этого события точно не известны: по одним данным, герцог Роберт выдал любовницу за одного из своих верных вассалов, чтобы обеспечить её будущее на случай своей смерти во время паломничества (1034 год или ещё раньше), по другим, этот брак был заключён после смерти герцога. Герлева родила мужу двух сыновей, в будущем игравших ключевую роль в окружении их единоутробного брата Вильгельма Завоевателя, и нескольких дочерей. Она умерла примерно в 1050 году, Эрлуэн вскоре женился вторично на Фредезенде.

## Семья
От связи с герцогом Робертом Дьяволом у Герлевы был один сын — Вильгельм I Завоеватель (1027—1087), герцог Нормандии и король Англии. Некоторые источники называют дочерью Герлевы и Адель, ещё одного внебрачного ребёнка Роберта, но эти данные оспариваются.
В браке Герлевы с Эрлуэном де Контевилем родились:
- Роберт (около 1031—1095), граф де Мортен;
- Эмма (родилась примерно в 1032), жена Ричарда Ле Гоза, виконта Авранша;
- Одо (примерно 1036—1097), епископ Байё;
- Мюриэль (родилась примерно в 1038), жена Эда, виконта Котантена[12];
- Неизвестная по имени дочь, жена Вильгельма, сеньора де Ла Ферте-Масе.